# Juneoer Mers
Juneoer Mers (1984) is een Nederlands acteur en zanger van Surinaamse komaf.
Hij studeerde in 2009 af aan de Frank Sanders Akademie. Mers is vooral actief als theater- en musicalacteur en vertolkte rollen in HAIR en The Full Monty. In het seizoen 2018/2019 speelde Juneoer de rol van Banzai in The Lion King. Vanaf 2020 speelde hij de hoofdrol van Ike Turner in Tina: de Tina Turner musical. Hij was ook te zien in het televisieprogramma Het Klokhuis, en in Mijn oma is gek, Moordvrouwen en  Alleen maar nette mensen. Hij vertolkt de rol van Tomas in The Passion 2022. Ook sprak Mers de Nederlandse stem in van Mother's Milk voor de Amazon Prime televisieserie The Boys, Jantje Fatsoen voor de live-action film Pinocchio, Mbita voor de televisieserie Baymax! (beide uit 2022) op Disney+, helikopterpiloot in de animatieifilm Spider-Man: Across the Spider-Verse en de krab Sebastiaan voor de live-action film The Little Mermaid uit 2023.
Als zanger is Mers actief onder de naam Baby en bracht onder meer de nummers Superheld (2008) en Meisje Zonder Naam (2009) uit. Met Theo Nijland bracht hij onder eigen naam eind 2020 het nummer A Dazzling White Christmas opnieuw uit. In april 2025 vertolkte hij de rol van agent in de bioscoopfilm Dubbel zes.